# C.R.D.A. Monfalcone 1965-1966
Questa voce raccoglie le informazioni riguardanti il C.R.D.A. Monfalcone nelle competizioni ufficiali della stagione 1965-1966.

## Rosa
| N. |                   | Ruolo | Calciatore         |
| -- | ----------------- | ----- | ------------------ |
|    | Italia (bandiera) |       | Campolonghi        |
|    | Italia (bandiera) | A     | Paolo Ciclitira    |
|    | Italia (bandiera) | C     | Walter Cossar      |
|    | Italia (bandiera) | C     | Riccardo Cucar     |
|    | Italia (bandiera) | D     | Diego Deiuri       |
|    | Italia (bandiera) | A     | Nello De Rossi     |
|    | Italia (bandiera) | P     | Giuseppe Di Davide |
|    | Italia (bandiera) | C     | Dino Fogar         |
|    | Italia (bandiera) | C     | Giovanni Galeone   |
|    | Italia (bandiera) | A     | Giorgio Ive        |
|    | Italia (bandiera) | D     | Antonio Kuk        |
|    | Italia (bandiera) | A     | Lucio Masat        |

| N. |                   | Ruolo | Calciatore        |
| -- | ----------------- | ----- | ----------------- |
|    | Italia (bandiera) | D     | Fabio Mreule      |
|    | Italia (bandiera) | C     | Sergio Morin      |
|    | Italia (bandiera) | P     | Sergio Nicoli     |
|    | Italia (bandiera) | A     | Giancarlo Poletto |
|    | Italia (bandiera) | A     | Sergio Politti    |
|    | Italia (bandiera) | A     | Alvise Rigonat    |
|    | Italia (bandiera) | P     | Oscar Sorato      |
|    | Italia (bandiera) | A     | Enrico Sortino    |
|    | Italia (bandiera) | A     | Franco Tomasin    |
|    | Italia (bandiera) | D     | Sergio Trevisan   |
|    | Italia (bandiera) | D     | Renato Valenti    |
|    | Italia (bandiera) | C     | Claudio Zonch     |